# TAT-1

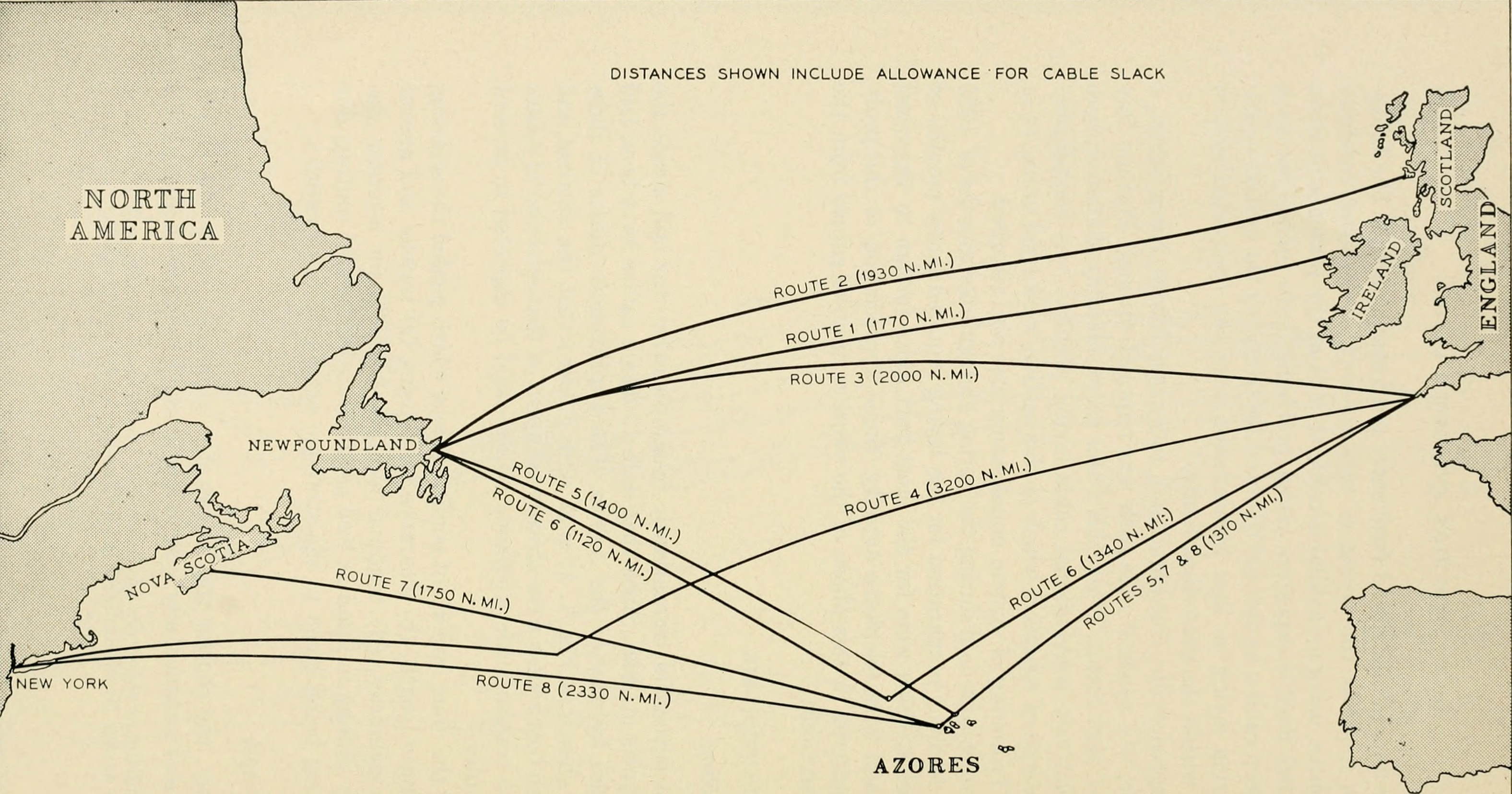
Mögliche Strecken in der Planung Anfang 1956

TAT-1 (Transatlantic No. 1) war das erste transatlantische Telefonkabelsystem. Es liegt zwischen Oban in Schottland und Clarenville in Neufundland. Das Kabel wurde am 25. September 1956 in Betrieb genommen.

## Geschichte

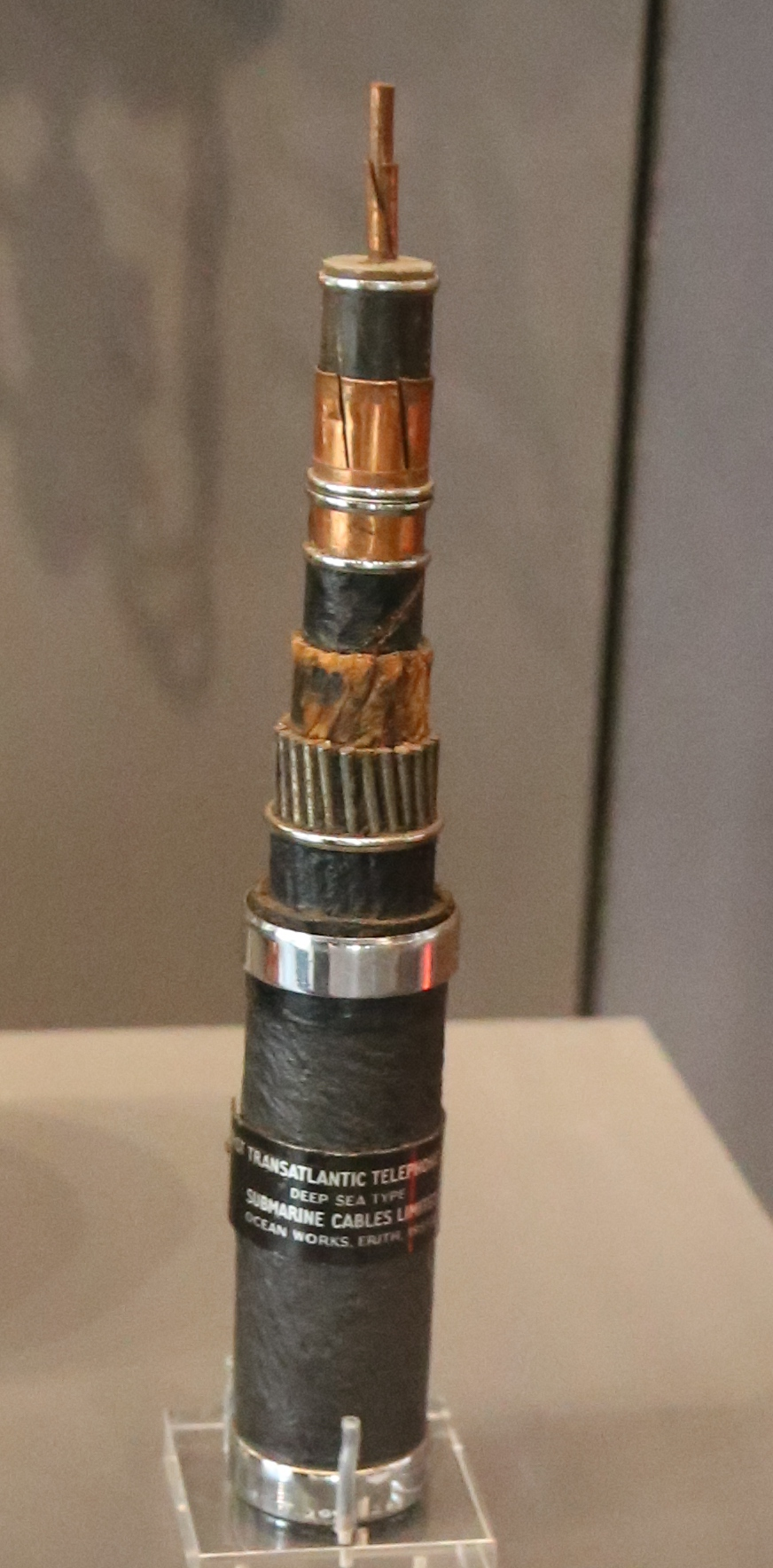
Aufbau eines TAT-1-Kabels mit den unterschiedlichen Schichten

Das erste Transatlantikkabel war 1858 von Cyrus West Field gelegt worden. Nach nur einmonatiger Betriebszeit wurde es 1866 ersetzt. Mit diesen Kabeln waren aber nur telegrafische Verbindungen möglich. Die Telefonverbindung über Funk wurde 1927 in Betrieb genommen. Die Gesprächsgebühr für drei Minuten betrug neun Pfund (nach heutiger Kaufkraft etwa 684 Euro). Die Technologie für ein derart langes Unterseetelefonkabel (Elektronenröhren für die Verstärker, Polyethylen statt Guttapercha für die Isolierung, Trägerfrequenzverfahren) stand erst in den 1940er Jahren zur Verfügung. Die Kosten von 120 Millionen britischen Pfund wurden von der britischen Postbehörde, AT&T sowie zu zehn Prozent von der Canadian Overseas Telecommunications Corporation getragen.
Der Betrieb wurde 1978 eingestellt.

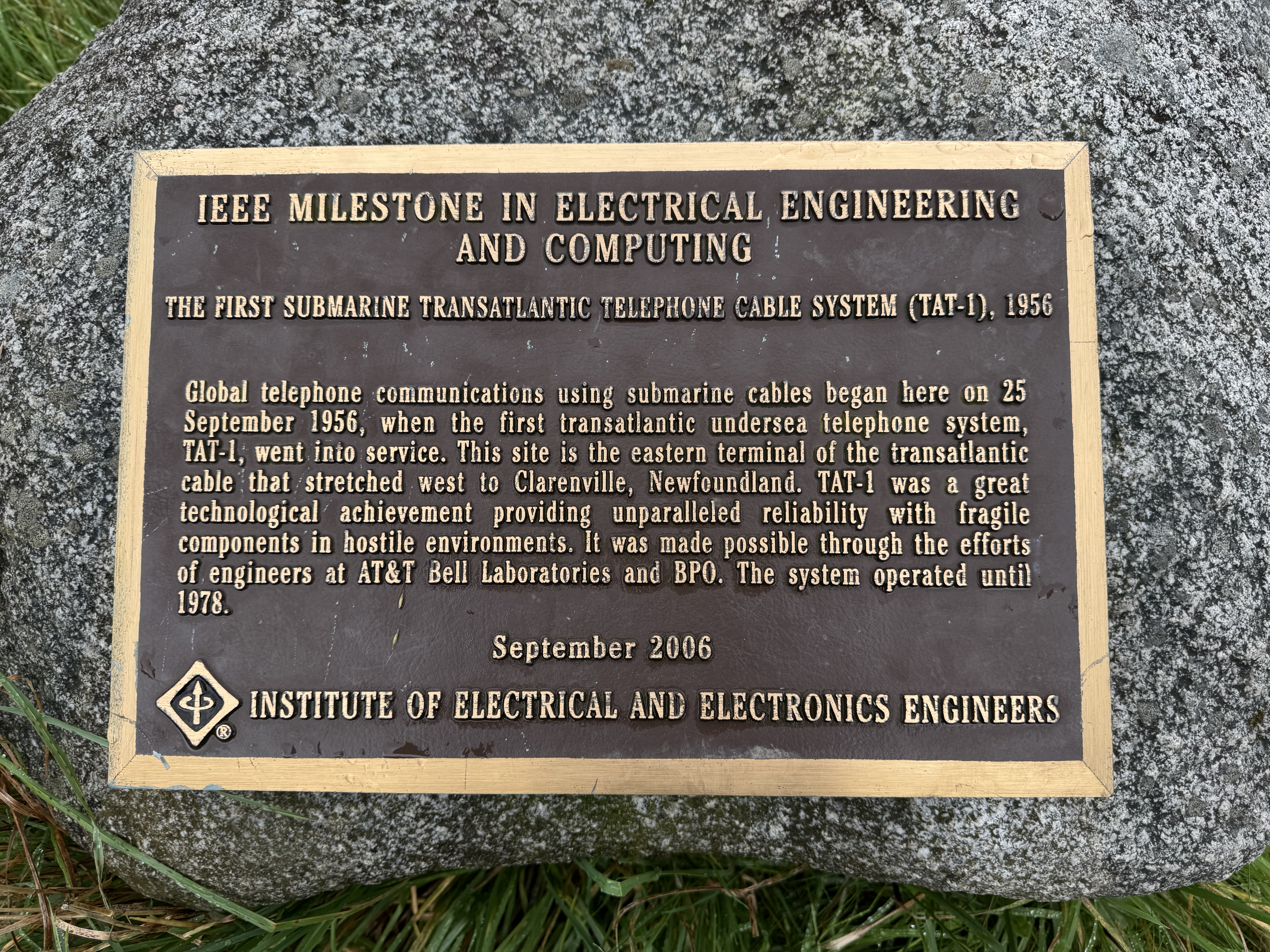
IEEE Milestone Plakete für das erste transatlantische Unterseetelefonkabelsystem

2006 wurde TAT-1 zu einem IEEE Meilenstein ernannt.

## Technik
Es wurde für jede Sprechrichtung ein separates Kabel gelegt. Die Kabel bestanden aus jeweils zwei armierten Flachwassersektionen sowie einem 1500 Seemeilen langen Tiefseeteil. Alle 37 Seemeilen war ein Röhrenverstärker (jeweils insgesamt 51 Stück) eingefügt. Durch die Trägerfrequenztechnik waren 36 Sprechkreise möglich.

## Verlegung
Die Kabel wurden in den Sommern 1955 und 1956 überwiegend vom britischen Kabelleger Monarch ausgebracht. Die Endpunkte befanden sich in der Gallanach Bay bei Oban in Schottland und in Clarenville, Neufundland. Am Eröffnungstag, dem 25. September 1956, wurden 707 Gespräche vermittelt. Die Kapazität des Kabels wurde durch Verringerung der Sprachbandbreite bald auf 48 Kanäle erhöht. In den 1960er-Jahren wurden noch drei Sprachkanäle hinzugefügt.